# Nedanovce
Nedanovce (em húngaro: Nadány) é um município da Eslováquia, situado no distrito de Partizánske, na região de Trenčín. Tem 7 km² de área e sua população em 2018 foi estimada em 622 habitantes.

## Demografia
| Ano:        | 1994 | 2004    | 2014   | 2024   |
| ----------- | ---- | ------- | ------ | ------ |
| Broj ljudi: | 557  | 615     | 621    | 620    |
| Razlika:    |      | +10,41% | +0,97% | -0,16% |

| Ano:               | 2023 | 2024   |
| ------------------ | ---- | ------ |
| Número de pessoas: | 623  | 620    |
| Diferença:         |      | -0,48% |